# Eisschnelllauf-Weltcup 2002/03

Logo des Essent ISU Weltcup

Der Eisschnelllauf-Weltcup 2002/03 wurde für Frauen und Männer an neun Weltcupstationen in sieben Ländern ausgetragen. Die Saison begann am 9. November 2002 und endete am 9. März 2003. Hier wurden von Frauen Strecken von 500 bis 5.000 und der Männer von 500 bis 10.000 Meter gelaufen. An zwei Terminen fand ein Demonstrationsrennen über die 100-Meter-Distanz statt.
Siehe auch: Liste der Gesamtweltcupsieger im Eisschnelllauf

## Wettbewerbe

### Frauen

#### Weltcup-Übersicht
| Datum                                                                                        | Ort                                           | Disziplin                      | Sieger                    | Zweiter                             | Dritter                   |
| -------------------------------------------------------------------------------------------- | --------------------------------------------- | ------------------------------ | ------------------------- | ----------------------------------- | ------------------------- |
| 9. Bis 10. Nov. 2002                                                                         | Hamar (Vikingskipet)                          | 1.500 m                        | Cindy Klassen             | Claudia Pechstein                   | Jennifer Rodriguez        |
| 9. Bis 10. Nov. 2002                                                                         | Hamar (Vikingskipet)                          | 3.000 m                        | Claudia Pechstein         | Barbara de Loor                     | Cindy Klassen             |
| 15. Bis 17. Nov. 2002                                                                        | Erfurt (Gunda-Niemann-Stirnemann-Halle)       | 3.000 m                        | Clara Hughes              | Claudia Pechstein                   | Cindy Klassen             |
| 15. Bis 17. Nov. 2002                                                                        | Erfurt (Gunda-Niemann-Stirnemann-Halle)       | 1.500 m                        | Cindy Klassen             | Claudia Pechstein                   | Anni Friesinger           |
| 23. Bis 24. Nov. 2002                                                                        | Heerenveen (Thialf)                           | 5.000 m                        | Claudia Pechstein         | Clara Hughes                        | Barbara de Loor           |
| 23. Bis 24. Nov. 2002                                                                        | Heerenveen (Thialf)                           | 1.500 m                        | Cindy Klassen             | Claudia Pechstein                   | Annamarie Thomas          |
| 7. Bis 8. Dez. 2002                                                                          | Nagano (M-Wave)                               | 1.000 m (7. Dez.)              | Monique Garbrecht-Enfeldt | Aki Tonoike                         | Sabine Völker             |
| 7. Bis 8. Dez. 2002                                                                          | Nagano (M-Wave)                               | 1.000 m (7. Dez.)              | Monique Garbrecht-Enfeldt | Chris Witty                         | Catriona LeMay-Doan       |
| 7. Bis 8. Dez. 2002                                                                          | Nagano (M-Wave)                               | 500 m (8. Dez.)                | Shihomi Shin’ya           | Catriona LeMay-Doan                 | Wang Manli                |
| 7. Bis 8. Dez. 2002                                                                          | Nagano (M-Wave)                               | 500 m (8. Dez.)                | Sayuri Ōsuga              | Monique Garbrecht-Enfeldt           | Wang Manli                |
| 14. Bis 15. Dez. 2002                                                                        | Harbin (Heilongjiang Indoor Rink)             | 500 m (14. Dez.)               | Monique Garbrecht-Enfeldt | Jenny Wolf                          | Catriona LeMay-Doan       |
| 14. Bis 15. Dez. 2002                                                                        | Harbin (Heilongjiang Indoor Rink)             | 1.000 m (14. Dez.)             | Monique Garbrecht-Enfeldt | Aki Tonoike                         | Chris Witty               |
| 14. Bis 15. Dez. 2002                                                                        | Harbin (Heilongjiang Indoor Rink)             | 500 m (15. Dez.)               | Monique Garbrecht-Enfeldt | Svetlana Schurowa                   | Wang Manli                |
| 14. Bis 15. Dez. 2002                                                                        | Harbin (Heilongjiang Indoor Rink)             | 1.000 m (15. Dez.)             | Monique Garbrecht-Enfeldt | Chris Witty                         | Svetlana Schurowa         |
| Mehrkampfeuropameisterschaft in Heerenveen (Thialf), 3.–5. Januar 2003                       |                                               |                                |                           |                                     |                           |
| 10. Bis 12. Jan. 2003                                                                        | Salt Lake City (Utah Olympic Oval)            | Demonstrations- rennen – 100 m | Svetlana Schurowa         | Catriona LeMay-Doan                 | Yukari Watanabe           |
| 10. Bis 12. Jan. 2003                                                                        | Salt Lake City (Utah Olympic Oval)            | 500 m (11. Jan.)               | Monique Garbrecht-Enfeldt | Catriona LeMay-Doan                 | Sayuri Ōsuga              |
| 10. Bis 12. Jan. 2003                                                                        | Salt Lake City (Utah Olympic Oval)            | 1.000 m (11. Jan.)             | Jennifer Rodriguez        | Monique Garbrecht-Enfeldt           | Chris Witty               |
| 10. Bis 12. Jan. 2003                                                                        | Salt Lake City (Utah Olympic Oval)            | 500 m (12. Jan.)               | Monique Garbrecht-Enfeldt | Wang Manli                          | Tomomi Okazaki            |
| 10. Bis 12. Jan. 2003                                                                        | Salt Lake City (Utah Olympic Oval)            | 1.000 m (12. Jan.)             | Monique Garbrecht-Enfeldt | Jennifer Rodriguez                  | Chris Witty               |
| Sprintweltmeisterschaft in Calgary (Olympic Oval), 18.–19. Januar 2003                       |                                               |                                |                           |                                     |                           |
| Mehrkampfweltmeisterschaft in Göteborg, 8.–9. Februar 2003                                   |                                               |                                |                           |                                     |                           |
| 15. Bis 16. Feb. 2003                                                                        | Baselga di Pinè (Stadio del ghiaccio di Piné) | 1.500 m                        | Anni Friesinger           | Cindy Klassen                       | Jennifer Rodriguez        |
| 15. Bis 16. Feb. 2003                                                                        | Baselga di Pinè (Stadio del ghiaccio di Piné) | 3.000 m                        | Anni Friesinger           | Claudia Pechstein                   | Cindy Klassen             |
| 1. Bis 2. Mär. 2003                                                                          | Inzell (Ludwig-Schwabl-Stadion)               | Demonstrations- rennen – 100 m | Catriona LeMay-Doan       | Shihomi Shin’ya                     | Sayuri Ōsuga              |
| 1. Bis 2. Mär. 2003                                                                          | Inzell (Ludwig-Schwabl-Stadion)               | 500 m (1. Mär.)                | Monique Garbrecht-Enfeldt | Catriona LeMay-Doan                 | Wang Manli                |
| 1. Bis 2. Mär. 2003                                                                          | Inzell (Ludwig-Schwabl-Stadion)               | 1.000 m (1. Mär.)              | Monique Garbrecht-Enfeldt | Anni Friesinger                     | Catriona LeMay-Doan       |
| 1. Bis 2. Mär. 2003                                                                          | Inzell (Ludwig-Schwabl-Stadion)               | 500 m (2. Mär.)                | Monique Garbrecht-Enfeldt | Marianne Timmer Catriona LeMay-Doan |                           |
| 7. Bis 9. Mär. 2003                                                                          | Heerenveen (Thialf)                           | 3.000 m (7. Mär.)              | Anni Friesinger           | Cindy Klassen                       | Gretha Smit               |
| 7. Bis 9. Mär. 2003                                                                          | Heerenveen (Thialf)                           | 500 m (8. Mär.)                | Monique Garbrecht-Enfeldt | Anzhelika Kotjuga Wang Manli        |                           |
| 7. Bis 9. Mär. 2003                                                                          | Heerenveen (Thialf)                           | 1.500 m (8. Mär.)              | Cindy Klassen             | Jennifer Rodriguez                  | Anni Friesinger           |
| 7. Bis 9. Mär. 2003                                                                          | Heerenveen (Thialf)                           | 1.000 m (8. Mär.)              | Jennifer Rodriguez        | Chris Witty                         | Monique Garbrecht-Enfeldt |
| 7. Bis 9. Mär. 2003                                                                          | Heerenveen (Thialf)                           | 1.000 m (9. Mär.)              | Marianne Timmer           | Chris Witty                         | Anzhelika Kotjuga         |
| 7. Bis 9. Mär. 2003                                                                          | Heerenveen (Thialf)                           | 500 m (9. Mär.)                | Monique Garbrecht-Enfeldt | Catriona LeMay-Doan                 | Svetlana Schurowa         |
| Einzelstreckenweltmeisterschaften in Berlin (Sportforum Hohenschönhausen), 14.–16. März 2003 |                                               |                                |                           |                                     |                           |

#### 500 Meter
(Endstand: Nach 10 Rennen)
| Rang | Name                      | Land                | Punkte |
| ---- | ------------------------- | ------------------- | ------ |
| 1    | Monique Garbrecht-Enfeldt | Deutschland         | 940    |
| 2    | Catriona LeMay-Doan       | Kanada              | 816    |
| 3    | Sayuri Ōsuga              | Japan               | 617    |
| 4    | Shihomi Shin’ya           | Japan               | 578    |
| 5    | Wang Manli                | Volksrepublik China | 568    |
| 6    | Swetlana Schurowa         | Russland            | 562    |
| 7    | Jenny Wolf                | Deutschland         | 444    |
| 8    | Pamela Zoellner           | Deutschland         | 381    |
| 9    | Yukari Watanabe           | Japan               | 374    |
| 10   | Marianne Timmer           | Niederlande         | 362    |
|      |                           |                     |        |
| 26   | Heike Hartmann            | Deutschland         | 61     |
| 27   | Anke Hartmann             | Deutschland         | 53     |
| 30   | Sabine Völker             | Deutschland         | 46     |

#### 1.000 Meter
(Endstand: Nach 9 Rennen)
| Rang | Name                      | Land               | Punkte |
| ---- | ------------------------- | ------------------ | ------ |
| 1    | Monique Garbrecht-Enfeldt | Deutschland        | 750    |
| 2    | Chris Witty               | Vereinigte Staaten | 616    |
| 3    | Anzhelika Kotjuga         | Belarus            | 416    |
| 4    | Marianne Timmer           | Niederlande        | 414    |
| 5    | Catriona LeMay-Doan       | Kanada             | 375    |
| 6    | Shihomi Shin’ya           | Japan              | 367    |
| 7    | Becky Sundstrom           | Vereinigte Staaten | 354    |
| 8    | Jennifer Rodriguez        | Vereinigte Staaten | 325    |
| 9    | Aki Tonoike               | Japan              | 309    |
| 10   | Svetlana Schurowa         | Russland           | 309    |
|      |                           |                    |        |
| 11   | Pamela Zoellner           | Deutschland        | 247    |
| 18   | Sabine Völker             | Deutschland        | 127    |
| 19   | Heike Hartmann            | Deutschland        | 116    |
| 23   | Anni Friesinger           | Deutschland        | 80     |
| 25   | Anke Hartmann             | Deutschland        | 57     |

#### 1.500 Meter
(Endstand: Nach 5 Rennen)
| Rang | Name                | Land               | Punkte |
| ---- | ------------------- | ------------------ | ------ |
| 1    | Cindy Klassen       | Kanada             | 530    |
| 2    | Claudia Pechstein   | Deutschland        | 380    |
| 3    | Jennifer Rodriguez  | Vereinigte Staaten | 370    |
| 4    | Anni Friesinger     | Deutschland        | 290    |
| 5    | Annamarie Thomas    | Niederlande        | 252    |
| 6    | Daniela Anschütz    | Deutschland        | 212    |
| 7    | Renate Groenewold   | Niederlande        | 202    |
| 8    | Barbara de Loor     | Niederlande        | 189    |
| 9    | Kristina Groves     | Kanada             | 176    |
| 10   | Swetlana Baschanowa | Russland           | 153    |
|      |                     |                    |        |
| 12   | Katrin Kalex        | Deutschland        | 133    |
| 15   | Lucille Opitz       | Deutschland        | 84     |
| 25   | Emese Dörfler-Antal | Österreich         | 30     |

#### 3.000/5.000 Meter
(Endstand: Nach 5 Rennen)
| Rang | Name                   | Land               | Punkte |
| ---- | ---------------------- | ------------------ | ------ |
| 1    | Claudia Pechstein      | Deutschland        | 445    |
| 2    | Clara Hughes           | Kanada             | 380    |
| 3    | Cindy Klassen          | Kanada             | 349    |
| 4    | Daniela Anschütz       | Deutschland        | 261    |
| 5    | Catherine Raney        | Vereinigte Staaten | 252    |
| 6    | Anni Friesinger        | Deutschland        | 245    |
| 7    | Barbara de Loor        | Niederlande        | 181    |
| 8    | Gretha Smit            | Niederlande        | 175    |
| 9    | Kristina Groves        | Kanada             | 171    |
| 10   | Jenita Hulzebosch-Smit | Niederlande        | 164    |
|      |                        |                    |        |
| 15   | Lucille Opitz          | Deutschland        | 76     |
| 16   | Katrin Kalex           | Deutschland        | 71     |
| 30   | Claudia Irrgang        | Deutschland        | 25     |

### Männer

#### Weltcup-Übersicht
| Datum                                                                                        | Ort                                           | Disziplin                      | Sieger             | Zweiter            | Dritter            |
| -------------------------------------------------------------------------------------------- | --------------------------------------------- | ------------------------------ | ------------------ | ------------------ | ------------------ |
| 9. Bis 10. Nov. 2002                                                                         | Hamar (Vikingskipet)                          | 1.500 m                        | Jewgeni Lalenkow   | Erben Wennemars    | Derek Parra        |
| 9. Bis 10. Nov. 2002                                                                         | Hamar (Vikingskipet)                          | 5.000 m                        | Gianni Romme       | Bob de Jong        | Carl Verheijen     |
| 15. Bis 17. Nov. 2002                                                                        | Erfurt (Gunda-Niemann-Stirnemann-Halle)       | 1.500 m                        | Derek Parra        | Jewgeni Lalenkow   | Alexander Kibalko  |
| 15. Bis 17. Nov. 2002                                                                        | Erfurt (Gunda-Niemann-Stirnemann-Halle)       | 5.000 m                        | Carl Verheijen     | Bob de Jong        | Jochem Uytdehaage  |
| 23. Bis 24. Nov. 2002                                                                        | Heerenveen (Thialf)                           | 1.500 m                        | Erben Wennemars    | Jewgeni Lalenkow   | Derek Parra        |
| 23. Bis 24. Nov. 2002                                                                        | Heerenveen (Thialf)                           | 10.000 m                       | Carl Verheijen     | Lasse Sætre        | Bob de Jong        |
| 7. Bis 8. Dez. 2002                                                                          | Nagano (M-Wave)                               | 500 m (7. Dez.)                | Jeremy Wotherspoon | Hiroyasu Shimizu   | Jōji Katō          |
| 7. Bis 8. Dez. 2002                                                                          | Nagano (M-Wave)                               | 1.000 m (7. Dez.)              | Erben Wennemars    | Nick Pearson       | Jan Bos            |
| 7. Bis 8. Dez. 2002                                                                          | Nagano (M-Wave)                               | 500 m (8. Dez.)                | Jeremy Wotherspoon | Hiroyasu Shimizu   | Gerard van Velde   |
| 7. Bis 8. Dez. 2002                                                                          | Nagano (M-Wave)                               | 1.000 m (8. Dez.)              | Jan Bos            | Gerard van Velde   | Nick Pearson       |
| 14. Bis 15. Dez. 2002                                                                        | Harbin (Heilongjiang Indoor Rink)             | 500 m (14. Dez.)               | Jeremy Wotherspoon | Jōji Katō          | Hiroyasu Shimizu   |
| 14. Bis 15. Dez. 2002                                                                        | Harbin (Heilongjiang Indoor Rink)             | 1.000 m (14. Dez.)             | Erben Wennemars    | Jeremy Wotherspoon | Gerard van Velde   |
| 14. Bis 15. Dez. 2002                                                                        | Harbin (Heilongjiang Indoor Rink)             | 500 m (15. Dez.)               | Jeremy Wotherspoon | Yu Fengtong        | Tomonori Kawata    |
| 14. Bis 15. Dez. 2002                                                                        | Harbin (Heilongjiang Indoor Rink)             | 1.000 m (15. Dez.)             | Jan Bos            | Gerard van Velde   | Erben Wennemars    |
| Mehrkampfeuropameisterschaft in Heerenveen (Thialf), 3.–5. Januar 2003                       |                                               |                                |                    |                    |                    |
| 10. Bis 12. Jan. 2003                                                                        | Salt Lake City (Utah Olympic Oval)            | Demonstrations- rennen – 100 m | Tomonori Kawata    | Mark Nielsen       | Hiroyasu Shimizu   |
| 10. Bis 12. Jan. 2003                                                                        | Salt Lake City (Utah Olympic Oval)            | 500 m (11. Jan.)               | Jeremy Wotherspoon | Jōji Katō          | Erben Wennemars    |
| 10. Bis 12. Jan. 2003                                                                        | Salt Lake City (Utah Olympic Oval)            | 1.000 m (11. Jan.)             | Jeremy Wotherspoon | Erben Wennemars    | Joey Cheek         |
| 10. Bis 12. Jan. 2003                                                                        | Salt Lake City (Utah Olympic Oval)            | 500 m (12. Jan.)               | Jeremy Wotherspoon | Gerard van Velde   | Erben Wennemars    |
| 10. Bis 12. Jan. 2003                                                                        | Salt Lake City (Utah Olympic Oval)            | 1.000 m (12. Jan.)             | Erben Wennemars    | Jeremy Wotherspoon | Gerard van Velde   |
| Sprintweltmeisterschaft in Calgary (Olympic Oval), 18.–19. Januar 2003                       |                                               |                                |                    |                    |                    |
| Mehrkampfweltmeisterschaft in Göteborg, 8.–9. Februar 2003                                   |                                               |                                |                    |                    |                    |
| 15. Bis 16. Feb. 2003                                                                        | Baselga di Pinè (Stadio del ghiaccio di Piné) | 1.500 m                        | Jewgeni Lalenkow   | Mark Tuitert       | Erben Wennemars    |
| 15. Bis 16. Feb. 2003                                                                        | Baselga di Pinè (Stadio del ghiaccio di Piné) | 5.000 m                        | Jochem Uytdehaage  | Bob de Jong        | Carl Verheijen     |
| 1. Bis 2. Mär. 2003                                                                          | Inzell (Ludwig-Schwabl-Stadion)               | Demonstrations- rennen – 100 m | Mark Nielsen       | Jōji Katō          | Yu Fengtong        |
| 1. Bis 2. Mär. 2003                                                                          | Inzell (Ludwig-Schwabl-Stadion)               | 500 m (1. Mär.)                | Jeremy Wotherspoon | Joey Cheek         | Erben Wennemars    |
| 1. Bis 2. Mär. 2003                                                                          | Inzell (Ludwig-Schwabl-Stadion)               | 1.000 m (1. Mär.)              | Gerard van Velde   | Jan Bos            | Jeremy Wotherspoon |
| 1. Bis 2. Mär. 2003                                                                          | Inzell (Ludwig-Schwabl-Stadion)               | 500 m (2. Mär.)                | Jeremy Wotherspoon | Gerard van Velde   | Kip Carpenter      |
| 7. Bis 9. Mär. 2003                                                                          | Heerenveen (Thialf)                           | 5.000 m                        | Jochem Uytdehaage  | Bob de Jong        | Carl Verheijen     |
| 7. Bis 9. Mär. 2003                                                                          | Heerenveen (Thialf)                           | 1.000 m                        | Erben Wennemars    | Gerard van Velde   | Jan Bos            |
| 7. Bis 9. Mär. 2003                                                                          | Heerenveen (Thialf)                           | 1.500 m (8. Mär.)              | Jewgeni Lalenkow   | Ids Postma         | Ralf van der Rijst |
| 7. Bis 9. Mär. 2003                                                                          | Heerenveen (Thialf)                           | 500 m (8. Mär.)                | Erben Wennemars    | Mike Ireland       | Hiroyasu Shimizu   |
| 7. Bis 9. Mär. 2003                                                                          | Heerenveen (Thialf)                           | 500 m (9. Mär.)                | Erben Wennemars    | Hiroyasu Shimizu   | Jan Bos            |
| 7. Bis 9. Mär. 2003                                                                          | Heerenveen (Thialf)                           | 1.000 m (9. Mär.)              | Erben Wennemars    | Gerard van Velde   | Joey Cheek         |
| Einzelstreckenweltmeisterschaften in Berlin (Sportforum Hohenschönhausen), 14.–16. März 2003 |                                               |                                |                    |                    |                    |

#### 500 Meter
(Endstand: Nach 10 Rennen)
| Rang | Name               | Land               | Punkte |
| ---- | ------------------ | ------------------ | ------ |
| 1    | Jeremy Wotherspoon | Kanada             | 852    |
| 2    | Erben Wennemars    | Niederlande        | 642    |
| 3    | Jōji Katō          | Japan              | 610    |
| 4    | Gerard van Velde   | Niederlande        | 583    |
| 5    | Jan Bos            | Niederlande        | 507    |
| 6    | Hiroyasu Shimizu   | Japan              | 485    |
| 7    | Dmitri Lobkow      | Russland           | 429    |
| 8    | Joey Cheek         | Vereinigte Staaten | 403    |
| 9    | Kip Carpenter      | Vereinigte Staaten | 371    |
| 10   | Janne Hänninen     | Finnland           | 324    |
|      |                    |                    |        |
| 28   | Jan Waterstradt    | Deutschland        | 53     |

#### 1.000 Meter
(Endstand: Nach 9 Rennen)
| Rang | Name               | Land               | Punkte |
| ---- | ------------------ | ------------------ | ------ |
| 1    | Erben Wennemars    | Niederlande        | 755    |
| 2    | Gerard van Velde   | Niederlande        | 670    |
| 3    | Jan Bos            | Niederlande        | 558    |
| 4    | Jeremy Wotherspoon | Kanada             | 490    |
| 5    | Joey Cheek         | Vereinigte Staaten | 462    |
| 6    | Nick Pearson       | Vereinigte Staaten | 418    |
| 7    | Kip Carpenter      | Vereinigte Staaten | 307    |
| 8    | Lee Kyu-hyeok      | Südkorea           | 300    |
| 9    | Janne Hänninen     | Finnland           | 295    |
| 10   | Choi Jae-bong      | Südkorea           | 232    |

#### 1.500 Meter
(Endstand: Nach 5 Rennen)
| Rang | Name              | Land               | Punkte |
| ---- | ----------------- | ------------------ | ------ |
| 1    | Jewgeni Lalenkow  | Russland           | 460    |
| 2    | Derek Parra       | Vereinigte Staaten | 376    |
| 3    | Erben Wennemars   | Niederlande        | 310    |
| 4    | Alexander Kibalko | Russland           | 252    |
| 5    | Mark Tuitert      | Niederlande        | 241    |
| 6    | Ids Postma        | Niederlande        | 194    |
| 7    | Kevin Marshall    | Kanada             | 147    |
| 8    | Dmitri Schepel    | Russland           | 146    |
| 9    | Martin Hersman    | Niederlande        | 142    |
| 10   | Chris Callis      | Vereinigte Staaten | 140    |
|      |                   |                    |        |
| 15   | Jan Friesinger    | Deutschland        | 94     |

#### 5.000/10.000 Meter
(Endstand: Nach 5 Rennen)
| Rang | Name              | Land               | Punkte |
| ---- | ----------------- | ------------------ | ------ |
| 1    | Carl Verheijen    | Niederlande        | 460    |
| 2    | Bob de Jong       | Niederlande        | 430    |
| 3    | Jochem Uytdehaage | Niederlande        | 410    |
| 4    | Lasse Sætre       | Norwegen           | 237    |
| 5    | Gianni Romme      | Niederlande        | 236    |
| 6    | Paweł Jan Zygmunt | Polen              | 235    |
| 7    | Bart Veldkamp     | Belgien            | 159    |
| 8    | Derek Parra       | Vereinigte Staaten | 155    |
| 9    | Frank Dittrich    | Deutschland        | 154    |
| 10   | Dmitri Schepel    | Russland           | 152    |
|      |                   |                    |        |
| 24   | Stefan Heythausen | Deutschland        | 32     |
| 27   | Jens Boden        | Deutschland        | 21     |

## Gesamt
- Platz: Gibt die Reihenfolge der Athleten wieder. Diese wird durch die Anzahl der Weltcupsiege bestimmt. Bei gleicher Anzahl werden die 2. Platzierungen verglichen, danach die 3. Platzierungen
- Name: Nennt den Namen des Athleten
- Land: Nennt das Land, für das der Athlet startete
- Siege: Nennt die Anzahl der Weltcupsiege
- 2. Plätze: Nennt die Anzahl der errungenen 2. Plätze
- 3. Plätze: Nennt die Anzahl der errungenen 3. Plätze
- Gesamt: Nennt die Anzahl aller gewonnenen Medaillen

### Top Ten
Die Top Ten zeigt die zehn erfolgreichsten Sportler/-innen des Eisschnelllauf-Weltcups 2002/03.
| Platz | Name                      | Land               | Siege | 2. Plätze | 3. Plätze | Gesamt |
| ----- | ------------------------- | ------------------ | ----- | --------- | --------- | ------ |
| 1.    | Monique Garbrecht-Enfeldt | Deutschland        | 14    | 2         | 1         | 17     |
| 2.    | Jeremy Wotherspoon        | Kanada             | 9     | 2         | 1         | 12     |
| 3.    | Erben Wennemars           | Niederlande        | 8     | 2         | 5         | 15     |
| 4.    | Cindy Klassen             | Kanada             | 4     | 2         | 3         | 9      |
| 5.    | Jewgeni Lalenkow          | Russland           | 3     | 2         | 0         | 5      |
| 6.    | Anni Friesinger           | Deutschland        | 3     | 1         | 2         | 6      |
| 7.    | Claudia Pechstein         | Deutschland        | 2     | 5         | 0         | 7      |
| 8.    | Jennifer Rodriguez        | Vereinigte Staaten | 2     | 2         | 2         | 6      |
| 9.    | Jan Bos                   | Niederlande        | 2     | 1         | 3         | 6      |
| 10.   | Carl Verheijen            | Niederlande        | 2     | 0         | 3         | 5      |

### Frauen
| Platz | Name                      | Land                | Siege | 2. Plätze | 3. Plätze | Gesamt |
| ----- | ------------------------- | ------------------- | ----- | --------- | --------- | ------ |
| 1.    | Monique Garbrecht-Enfeldt | Deutschland         | 14    | 2         | 1         | 17     |
| 2.    | Cindy Klassen             | Kanada              | 4     | 2         | 3         | 9      |
| 3.    | Anni Friesinger           | Deutschland         | 3     | 1         | 2         | 6      |
| 4.    | Claudia Pechstein         | Deutschland         | 2     | 5         | 0         | 7      |
| 5.    | Jennifer Rodriguez        | Vereinigte Staaten  | 2     | 2         | 2         | 6      |
| 6.    | Marianne Timmer           | Niederlande         | 1     | 1         | 0         | 2      |
| 6.    | Clara Hughes              | Kanada              | 1     | 1         | 0         | 2      |
| 8.    | Sayuri Ōsuga              | Japan               | 1     | 0         | 1         | 2      |
| 9.    | Shihomi Shinya            | Japan               | 1     | 0         | 0         | 1      |
| 10.   | Catriona LeMay-Doan       | Kanada              | 0     | 5         | 3         | 8      |
| 11.   | Chris Witty               | Vereinigte Staaten  | 0     | 4         | 3         | 7      |
| 12.   | Wang Manli                | Volksrepublik China | 0     | 2         | 4         | 6      |
| 13.   | Aki Tonoike               | Japan               | 0     | 2         | 0         | 2      |
| 14.   | Svetlana Schurowa         | Russland            | 0     | 1         | 2         | 3      |
| 15.   | Anzhelika Kotjuga         | Belarus             | 0     | 1         | 1         | 2      |
| 15.   | Barbara de Loor           | Niederlande         | 0     | 1         | 1         | 2      |
| 17.   | Jenny Wolf                | Deutschland         | 0     | 1         | 0         | 1      |
| 18.   | Gretha Smit               | Niederlande         | 0     | 0         | 1         | 1      |
| 18.   | Annamarie Thomas          | Niederlande         | 0     | 0         | 1         | 1      |
| 18.   | Sabine Völker             | Deutschland         | 0     | 0         | 1         | 1      |
| 18.   | Tomomi Okazaki            | Japan               | 0     | 0         | 1         | 1      |

### Männer
| Platz | Name               | Land                | Siege | 2. Plätze | 3. Plätze | Gesamt |
| ----- | ------------------ | ------------------- | ----- | --------- | --------- | ------ |
| 1.    | Jeremy Wotherspoon | Kanada              | 9     | 2         | 1         | 12     |
| 2.    | Erben Wennemars    | Niederlande         | 8     | 2         | 5         | 15     |
| 3.    | Jewgeni Lalenkow   | Russland            | 3     | 2         | 0         | 5      |
| 4.    | Jan Bos            | Niederlande         | 2     | 1         | 3         | 6      |
| 5.    | Carl Verheijen     | Niederlande         | 2     | 0         | 3         | 5      |
| 6.    | Jochem Uytdehaage  | Niederlande         | 2     | 0         | 1         | 3      |
| 7.    | Gerard van Velde   | Niederlande         | 1     | 6         | 3         | 10     |
| 8.    | Derek Parra        | Vereinigte Staaten  | 1     | 0         | 2         | 3      |
| 9.    | Gianni Romme       | Niederlande         | 1     | 0         | 0         | 1      |
| 10.   | Bob de Jong        | Niederlande         | 0     | 4         | 1         | 5      |
| 11.   | Hiroyasu Shimizu   | Japan               | 0     | 3         | 2         | 5      |
| 12.   | Jōji Katō          | Japan               | 0     | 2         | 1         | 3      |
| 13.   | Joey Cheek         | Vereinigte Staaten  | 0     | 1         | 2         | 3      |
| 14.   | Nick Pearson       | Vereinigte Staaten  | 0     | 1         | 1         | 2      |
| 15.   | Lasse Sætre        | Norwegen            | 0     | 1         | 0         | 1      |
| 15.   | Ids Postma         | Niederlande         | 0     | 1         | 0         | 1      |
| 15.   | Mark Tuitert       | Niederlande         | 0     | 1         | 0         | 1      |
| 15.   | Mike Ireland       | Kanada              | 0     | 1         | 0         | 1      |
| 15.   | Yu Fengtong        | Volksrepublik China | 0     | 1         | 0         | 1      |
| 20.   | Kip Carpenter      | Vereinigte Staaten  | 0     | 0         | 1         | 1      |
| 20.   | Ralf van der Rijst | Niederlande         | 0     | 0         | 1         | 1      |
| 20.   | Alexander Kibalko  | Russland            | 0     | 0         | 1         | 1      |
| 20.   | Tomonori Kawata    | Japan               | 0     | 0         | 1         | 1      |

### Nationenwertung
Die Nationenwertung zeigt die erfolgreichsten Nationen (Sportler/-innen) des Eisschnelllauf-Weltcups 2002/03.
| Platz | Land                | Siege | 2. Plätze | 3. Plätze | Gesamt |
| ----- | ------------------- | ----- | --------- | --------- | ------ |
| 1.    | Deutschland         | 19    | 9         | 4         | 32     |
| 2.    | Niederlande         | 17    | 17        | 20        | 54     |
| 3.    | Kanada              | 14    | 11        | 7         | 32     |
| 4.    | Vereinigte Staaten  | 3     | 8         | 11        | 22     |
| 5.    | Russland            | 3     | 3         | 3         | 9      |
| 6.    | Japan               | 2     | 7         | 6         | 15     |
| 7.    | Volksrepublik China | 0     | 3         | 4         | 7      |
| 8.    | Belarus             | 0     | 1         | 1         | 2      |
| 9.    | Norwegen            | 0     | 1         | 0         | 1      |